# Bandiera del Liechtenstein
La bandiera del Liechtenstein è stata adottata nel 1842.
I colori blu e rosso hanno un'origine incerta, alcune fonti li danno come risalenti all'incoronazione nel 1746 di Giuseppe II d'Asburgo-Lorena a imperatore del Sacro Romano Impero, dove i dignitari reali indossavano livree blu e rosse, ma i colori della casata regnante sul Principato erano il rosso e giallo. Lo stemma, caricato al centro dal 1982 per identificare la bandiera di Stato, è formato principalmente dalle armi giallo-rosse dei Liechtenstein in centro, sopra a uno scudo di forma sannitica contenente gli stemmi di Slesia (aquila), Kuenringe (giallo-nero con traversa verde), Troppavia (rosso e bianco), Frisia orientale per Rietberg (aquila con fattezze femminili), e Jägerndorf (corno di caccia), riferiti alle parentele sviluppatesi nei secoli e ai territori posseduti dai regnanti.

## Storia
L'unione dei territori di Vaduz e Schellenberg, già appartenenti alla casata dei Liechtenstein, permise al Principato di entrare a far parte a tutti gli effetti del Sacro Romano Impero nel 1719 per poi far parte delle diverse confederazioni germaniche che si sono realizzate nel XIX secolo. La prima bandiera del Principato è stata un bicolore orizzontale rosso e giallo (i colori dei Liechtenstein), e rimase in vigore sino a metà Ottocento, quando si adottarono i colori attuali in disposizione verticale, ufficializzati poi nel 1921 ma con disposizione orizzontale. Nel corso delle Olimpiadi di Berlino, nel 1936, ci si accorse della totale corrispondenza della bandiera del Principato con quella di Haiti, per cui si decise di aggiungervi il cappello principesco. Nel 1982, dopo una leggera modifica al disegno della corona, questa venne confermata ufficialmente come bandiera nazionale per l'uso civile, mentre quella con lo stemma di Stato, riconosciuto ufficialmente solo nel 1957, è a uso del Governo e del Parlamento.

(1719-1852)
(1852-1921)
(1921-1937)
(1937-1982)